# كيث فير
كيث فير هو لاعب هوكي الجليد سويسري، ولد في 8 يناير 1968 في كاستليغار في كندا.

## وصلات خارجية
- كيث فير على موقع EliteProspects.com (الإنجليزية)
- كيث فير على موقع HockeyDB.com (الإنجليزية)
- كيث فير على موقع أوليمبيديا (الإنجليزية)